# Mariä Himmelfahrt (Idzików)

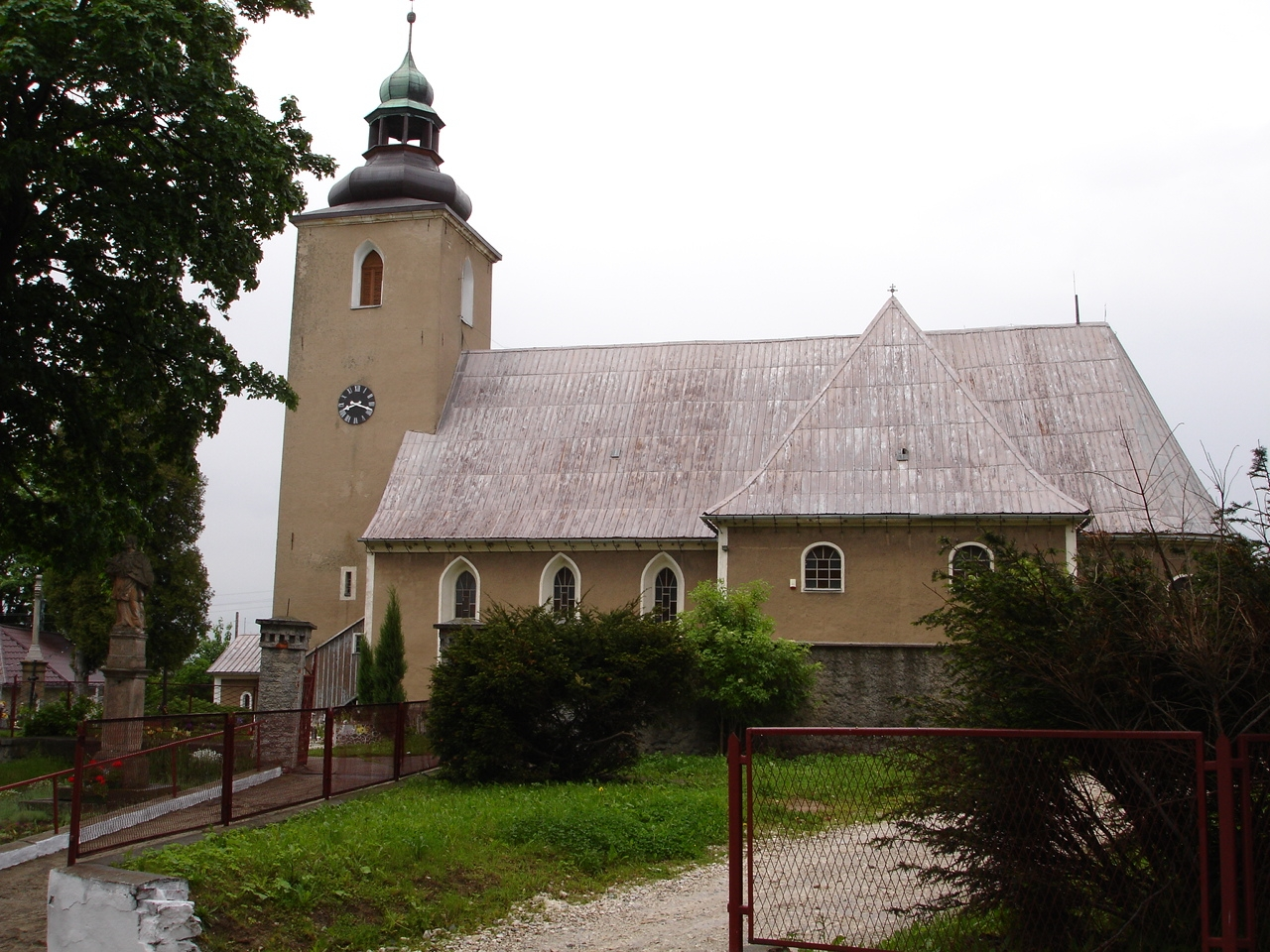
Mariä Himmelfahrt in Idzików

Mariä Himmelfahrt ist die römisch-katholische Pfarrkirche von Idzików (deutsch: Kieslingswalde) im Powiat Kłodzki der Woiwodschaft Niederschlesien in Polen.

## Geschichte der Pfarrei
Die ersten deutschen Kolonisten erbauten zwischen den Dörfern Kieslingswalde und Plomnitz eine kleine Kirche aus Holz, die 1340 erstmals erwähnt wurde und an der damals ein Pfarrer Tylemann amtierte. In einem 1384 erschienenen Verzeichnis aller Pfarrkirchen des Glatzer Dekanates sind 37 Pfarreien aufgeführt, unter diesen auch Kieslingswalde, das seit alters her eine Pfarrei mit Plomnitz bildete. Die später entstandenen Dörfer Glasegrund, Mariendorf, Steingrund und Plomnitz gehörten sämtlich zur Pfarrei Kieslingswalde.
Während der Reformation war die Kirche von 1560 bis 1623 evangelisch. Nach der Schlacht am Weißen Berg 1620 wurden 1622 fast alle Kirchen und die Bevölkerung der Grafschaft Glatz rekatholisiert. Die lutherischen Prediger wurden vertrieben.
Seit 1625 wurden Kirchenbücher geführt. Vermutlich verlor die Kirche wegen Priestermangels den Status einer Pfarrkirche. Von 1623 bis 1665 war sie Filialkirche von Wölfelsdorf. Im Jahr 1665 erfolgte schließlich die Wiedererrichtung der Pfarrei Kieslingswalde.
1674 wurde der heutige wuchtige Turm erbaut. Wegen der Zunahme der Bevölkerung wurde das Kirchengebäude 1794 um die Hälfte verlängert, wodurch sie die heutige Kreuzform erhielt. Ohne Rücksicht auf den gotischen Stil des Baus wurde der Anbau barock gestaltet. Im Jahr 1935 erfolgte eine Außenrenovierung, bei der die Kirche mit grauem Zementputz versehen wurde. Das Innere wurde 1939 renoviert und ein neues Deckengemälde angebracht.

## Bauwerk
Die Kirche steht auf einer Anhöhe oberhalb der Hauptstraße des Dorfes. Sie ist teilweise von einer Kirchen- und Friedhofsmauer mit einem Tor umgeben, neben dem sich eine Statue des hl. Johannes von Nepomuk aus dem Jahr 1747 befindet.
Der Fassade vorgelagert ist ein mit einer barocken Haube und Laterne gedeckter Glockenturm. Der Bau ist ein verputzter, geosteter Steinbau. Die einschiffige Kirche mit halbrundem Chor ist mit einem Tonnengewölbe mit Lünetten bedeckt. Die Fensternischen des Chors sind mit Medaillons und Band- und Zopfornamenten verziert. Der Chorbogen und die Emporen sind mit Akanthusblättern und Glockenblumen verziert. Im älteren westlichen Teil des Kirchenschiffs sind die Reste eines gotischen Portals und spitz zulaufende Eingangs- und Fensteröffnungen erhalten. Die Balustrade des hölzernen, von Säulen getragenen Chorgestühls schließt an die Balustrade der Empore an. Die älteste und größte Glocke, 18 Zentner schwer, stammt aus dem Jahr 1512 und überdauerte die beiden Weltkriege.

## Ausstattung
Der Hochaltar ist eine Stiftung des Allodherren Georg Siegmund von Deichsel, dem Besitzer des Niederhofs, aus dem Jahr 1693; er wurde von Karl Sebastian Bläck aus Glatz angefertigt. Nach Bernhard Patzak aus Breslau (1932): „Der Barockaufbau besteht aus zwei berninesken (?) und zwei korinthischen glatten Säulen mit barock verkropften Gebälken und Friesen. Auf ihren geschweiften Gesimsen knien anbetende Kerubinen.“ Am Giebelansatz sieht man die Heilige Dreifaltigkeit, darunter die anmutige Himmelfahrt Mariens, von Engeln umgeben. Auf dem Tabernakel knien zwei Leuchter haltende Engelchen. Daneben stehen Barockstatuen der hll. Barbara (mit Turm) und Katharina (mit zerbrochenem Rad und Schwert). Auf den mit zierlichen Rokokozierraten besetzten Seitendurchgängen des Hochaltars befinden sich auf der linken Seite Statuen des hl. Georg mit einem Drachen und des böhmischen Landesheiligen Johannes Nepomuk, auf der rechten Seite der hll. Antonius und Florian. Der Altar trägt Stilmerkmale der Landecker Bildhauerschule des Michael Klahr der Ältere und seines Sohnes Michael Klahr der Jüngere.
Das Deckengemälde mit der Rosenkranzmadonna stammt von dem Habelschwerdter Kunstmaler Herbert Blaschke.
Zwei farbige Glasfenster in der Apsis zeigen Maria und Joseph. Diese wurden 1939 durch Antikglas ersetzt, wodurch die Kirche mehr Licht erhielt. Die beiden Seitenaltäre schuf Reinhold Rosenberger aus Plomnitz, wobei die vorigen Altarbilder erhalten blieben. Ebenfalls von Rosenberger stammt die Gedenktafel für die Opfer des Ersten Weltkrieges und die Weihnachtskrippe.
Die barocke Kanzel aus dem Jahr 1679 weist in den durch zierliche Säulen gebildeten Feldern die Vier Evangelisten auf. An der Kanzeldecke befindet sich eine silberne Taube, darüber in einem Säulenbaldachin der hl. Petrus mit Schlüssel. Der reich mit Ornamenten verzierte kelchartige Taufstein mit der Jahreszahl 1588 ist wohl eine Stiftung der damaligen Allodherren, denn er weist mehrere Adelswappen auf. Der Orgelchor wurde 1906 erneuert und vergrößert. Die Orgel aus demselben Jahr, gebaut von Lux aus Thalheim, hatte schon mehrere Vorgänger. Der Terrakotta-Kreuzweg stammt ebenfalls aus dieser Zeit.